# 실존은 본질에 앞선다
실존은 본질에 앞선다 (l'existence précède l'essence)는 실존주의를 표현하는 기본 구호와 같다. 프랑스 철학자 장폴 사르트르가 1945년 강연 《실존주의는 인문주의일까》
에서 최초로 이 개념을 말했다. 이 개념은 '사물의 본질, 즉 본성이 존재 그 자체보다 더 근본적이고 불변적이라는 기존의 관점을 뒤집었다. 실존, 즉 존재가 먼저이고 존재가 등장하기 전에는 본질은 없다고 본다. 

## 개요
예를 들면, 인간성이라는 것은 존재할지도 모르지만, 그 존재는 처음에는 무엇도 의미하는 것은 아닌, 즉, 존재, 본질의 가치 및 의미는 당초에는 없고, 후에 만들어졌던 것이라고 이 생각에서는 주장된다.
이와 같이, 이 생각은 크리스트교 등의, 사회에서의 인간에게는 본질 (영혼)이 있어 태어난 의미를 가진다는 고대부터의 종교적인 신념을 정면으로부터 부정하는 것으로, 무신론의 개념의 하나가 되어 있다.

## 같이 보기
- 장폴 사르트르
- 실존주의